# Pierre Nguyên Van Kham
Pierre Nguyên Van Kham, né le 2 octobre 1952 à Hà Đông, Viêt Nam, est un prélat catholique vietnamien, évêque de My Tho depuis le 26 juillet 2014.

## Biographie

### Prêtre
Pierre Nguyên Van Kham est ordonné prêtre le 30 août 1980 pour l'archidiocèse d'Hô-Chi-Minh-Ville. 

### Évêque
Nommé évêque auxiliaire du archidiocèse d'Hô-Chi-Minh-Ville le 15 octobre 2008, il reçoit la consécration épiscopale le 15 novembre suivant par Jean-Baptiste Pham Minh Mân, archevêque d'Hô-Chi-Minh-Ville.
Le 26 juillet 2014, il est nommé évêque de My Tho par le pape François.